# 城田優
城田優（日语：／ Shirota Yu，1985年12月26日—），日本男演員、歌手。父親是日本人，母親是西班牙人，為日西混血兒。

## 簡介
2003年，以音樂劇「美少女戰士」中飾演地場衛出道。其後相繼於「網球王子（05年）」、「Sweeney Todd（07年）」等音樂劇累積舞台經驗。
2004年10月移籍渡邊娛樂，並加入演員團體D-BOYS。
2006年在電影「純愛新娘」中初次擔任主演。
2007年開始在電視連續劇擔任正規班底演出，「派遣女王」、「花樣少年少女」等等。
2008年7月自D-BOYS畢業並開展個人活動。
2009年初次出演大河劇，於「天地人」中飾演真田幸村。
2010年8月至10月於東寶音樂劇「Elisabeth」飾演Der Tod，並於同年以該劇的演出獲得文化廳藝術祭演劇部門新人獎。
2011年4月於「失戀保險」初次擔任電視連續劇主演。5月4日以「U」名義發行同名單曲「U」，收錄3首由他自行作詞作曲的歌曲，其中歌曲「U」為失戀保險主題曲。
2015年獲得第6回岩谷時子獎・獎勵賞。
2016年在音樂劇「Apple Tree」中首度擔任音樂劇導演。同年因2015年在音樂劇「Elisabeth」中的演出獲得WOWOW 2015演劇大獎・男演員獎。
2018年10月24日發行首張音樂劇專輯「a singer」，自2012年3月時隔6年半以來再次以歌手身份展開活動。
2019年1月23日與山崎育三郎、尾上松也共同組成『IMY』團體，團體名稱以三人名字的第一個字母組成。同年4月20日在東京Bunkamura Orchard Hall舉行首場演場會。

## 基本資料
- 身高190cm、摩羯座、左撇子
- 出生於日本東京，2歲至6歲時曾於西班牙巴塞隆納生活
- 自堀越高等學校畢業
- 喜歡的一句話：Love & Peace[2]
- 喜歡的顏色：紅、黑、白[2]
- 喜歡的食物：中華料理（特別是拉麵）、巧克力、燒肉、冰淇淋[2]
- 父親是日本人，母親是西班牙人，有二兄一姐一妹，於五人中排行第四
  - 父親：城田光男，放送作家
  - 二哥：城田純，歌手、設計師、模特兒

## 作品
註：粗體為主演

### 舞台
- 美少女戰士音樂劇 —飾 地場衛
  - 無限學園Mistress labyrinth（修訂版）（2003年1月2日 - 14日、Sunshine劇場）
  - Star lights 流星傳說（2003年7月20日 - 8月30日、Sunshine劇場）
  - 火球王妃降臨（2004年1月2日 - 13日、Sunshine劇場）
  - 新輝夜島傳說（2004年7月20日 - 9月5日、Sunshine劇場）
- 網球王子音樂劇 —飾 手塚國光※第2代
  - in winter 2004-2005 side 山吹 feat. 聖魯道夫學院（2005年1月8日 - 10日、大阪Mielparque Hotel / 1月20日 - 23日、東京Mielparque Hotel）
  - Dream Live 2nd（2005年5月4日、Tokyo Bay NK Hall）
  - The Imperial Match 冰帝學園（2005年8月8日 - 14日、日本青年館Hall / 8月17日 - 20日、大阪Mielparque Hotel）
  - The Imperial Match 冰帝學園 in winter 2005-2006（2005年12月19日 - 25日、日本青年館大Hall / 2015年12月28日 - 2016年1月2日、大阪Mielparque Hotel）
  - Dream Live 3rd（2006年3月28日・29日、Zepp Tokyo）
- Sweeney Todd —飾 Anthony Hope（2007年1月5日 - 29日、日生劇場 / 2月8日 - 10日、愛知厚生年金會館 / 2月15日 - 18日、大阪Theater－BRAVA! / 2月22日 - 25日、北九州藝術劇場大Hall）
- D-BOYS STAGE
  - vol.1 完賣御禮 —飾 長塚三郎／坂本龍馬（日替）（2007年6月3日 - 10日、Zenrosai Hall Space zero）
  - vol.2 Last Game～最後的早慶戰～ —飾 Waseda／相本信一郎（2008年6月20日 - 27日、青山劇場 / 7月5日・6日、大阪Theater－BRAVA!）
- Take Flight （页面存档备份，存于） —飾 Charles Lindbergh（2007年11月24日 - 12月9日、東京国際Forum Hall C / 12月14日 - 16日、北九州藝術劇場大Hall / 12月19日 - 21日、中日劇場 / 2008年1月3日 - 5日、梅田藝術劇場Main Hall）
- 音樂劇「Elisabeth」 —飾 Der Tod
  - (2010年8月9日 - 10月30日、帝國劇場) - 與山口祐一郎、石丸幹二輪流出演
  - (2015年6月11日 - 8月26日、帝國劇場) - 與井上芳雄輪流出演
  - (2016年6月28日 - 7月26日、帝國劇場 / 8月6日 - 9月4日、博多座 / 9月11日 - 30日、梅田藝術劇場Main Hall / 10月8日 - 23日、中日劇場) - 與井上芳雄輪流出演
- 音樂劇羅密歐與茱麗葉  — 飾 羅密歐
  - 「羅密歐與茱麗葉」(2011年9月7日 - 10月2日、赤坂ACT Theater / 10月8日 - 20日、梅田芸術劇場Main Hall) — 飾 羅密歐
  - 「羅密歐與茱麗葉」(2013年9月3日 - 10月5日、TOKYU THEATRE Orb / 10月12日 - 27日、梅田芸術劇場Main Hall) — 飾 羅密歐／Tybalt（分飾二角）
- 音樂劇「Phantom」—飾 Phantom (Eric)
  - (2014年9月、赤坂ACT Theater / 10月、梅田芸術劇場Main Hall)
  - (2019年11月10日 - 12月1日、赤坂ACT Theater / 12月7日 - 16日、梅田藝術劇場Main Hall)
- 音樂劇「The Love Bugs」—飾スィンクルマン（2016年1月9日 - 2月24日、赤坂ACT Theater / 3月1日 - 3日、愛知縣藝術劇場大Hall / 3月11日 - 13日、福岡Sun Place / 3月19日 - 29日、大阪Festival Hall)
- 舞台劇「Miss Julie」－飾John（2017年3月10日 - 4月1日、東京Bunkamura Theatre Cocoon）
- 音樂劇「Bullets Over Broadway」－飾Cheech (與浦井健治共同主演)（2018年2月7日 - 28日、日生劇場 / 3月5日 - 20日、梅田芸術劇場Main Hall / 3月24日 - 4月1日、博多座）
- 音樂劇「Pippin」－飾Pippin（2019年6月10日 - 30日、東急THEATRE Orb / 7月6日・7日、愛知縣藝術劇場大Hall / 7月12日 - 15日、大阪Orix劇場 / 7月20日・21日、静岡市清水文化會館Marinart大Hall)

### 電視劇
- PINK的遺傳因子 第12話 —飾 中条マキ（2005年10月～12月、東京電視台）
- 神不會擲骰子 第7話 —飾 綾瀬正一（2006年1月～3月、日本電視台）
- The Hit Parade～改變藝能界的男子・渡邊晉物語～ —飾 Mickey Curtis（2006年5月26日～27日、富士電視台）
- 派遣女王 —飾 天谷リュート（2007年1月～3月、日本電視台）
- 生徒諸君！ —飾 水原健（2007年4月～6月、朝日電視台）
- 花樣少年少女 —飾 神樂坂真言（富士電視台）
  - 本篇（2007年7月～9月）
  - 特別篇（2008年10月12日）
- 交涉人 —飾 真里谷恭介（朝日電視台）
  - 第一季（2008年1月～2月）
  - 特別篇（2009年2月28日）
  - 第二季（2009年10月～12月）
- ROOKIES —飾 新庄慶（2008年4月～7月、TBS）
- 白色榮光 —飾 冰室貢一郎（2008年10月～12月、富士電視台）
- 長生き競爭 —飾 下田毅（2008年12月26日、富士電視台）
- Go Ape —飾 荻原由紀夫（2009年3月28日、WOWOW）
- 天地人 第22、23、25、26、35、38、39、43、46話 —飾 真田幸村（2009年1月～11月、NHK）
- 武士高校 —飾 中村剛（2009年10月～12月、日本電視台）
- SPEC～警視廳公安部公安第五課 未詳事件特別對策係事件簿～ —飾 地居聖（2010年10月～12月、TBS）
- 失戀保險 —飾 香月步（2011年4月～6月、讀賣電視台）
- 荒川爆笑團 －飾 修女（2011年7月～9月、TBS）
- JIU 警視廳特殊犯罪搜查系 －飾 雨宮崇史（2011年7月～9月、朝日電視台）
- 濃姫 －飾 織田信長（2012年3月17日、朝日電視台）
  - 濃姫II〜戰國的女人們 －飾 織田信長（2013年6月23日、朝日電視台）
- GTO －飾 彈間龍二（2012年7月～9月、富士電視台）
- 純與愛 －飾 水野安和（2012年10月～2013年3月、NHK）
- 純與愛特別篇「富士子華麗的一天」 －飾 水野安和（2013年4月20日、NHK BS）
- 明天媽媽不在 －飾 東條祐樹（2014年1月 - 3月、日本電視台）
- 殺人偏差値70 －飾 田中宏志（2014年7月2日、日本電視台）
- 全部成為F －飾 塙理生哉 （2014年10月～12月、富士電視台）
- 這本懸疑小說真棒！來自暢銷作家的挑戰書 第四段故事《黑庞特》  －飾 二ノ宮（2014年12月29日、TBS）
- 某某妻 －飾 板垣正己（2015年1月～3月、日本電視台）
- 表參道高校合唱部！ －飾 鈴木有明（2015年7月～9月、TBS）
- 我們無法被求婚的101個理由 第二季 第4話 －飾 悟（2015年9月23日、LaLa TV）
- 勇者義彥和被引導的七人 第3、12話 －飾 瓦里（2016年10月22日、2016年12月24日、東京電視台）
- FNS27小時-電視劇源氏物語 －飾 光源氏（2017年9月9日、富士電視台）
- 成人高校 第4·5話 －飾 岩清水葉（2017年11月4日·11日、朝日電視台）
- 窗邊的小荳荳 第46話 - 60話－飾 祐介（2017年12月4日 - 12月22日、朝日電視台）
- 再見，黑鳥 －飾 繭美（2018年2月17日 - 3月24日、WOWOW）
- 文學處女（日语：文学処女） －飾 加賀屋朔(與森川葵共同主演)（2018年9月10日 - 10月29日、MBS / 2018年9月12日 - 10月31日、TBS）
- 我是大哥大!! 第1話、10話 －飾 月川（2018年10月14日・12月16日，日本電視台）
- 我的妖精大叔（日语：私のおじさん〜WATAOJI〜） －飾 千葉迅（2019年1月11日-3月8日，朝日電視台）
- TOKYO MER～行動急診室～－飾 艾略特·椿（2021年7月4日－9月12日，TBS電視台）
- 古見同學有交流障礙症 第6話 - 第8話－飾 成瀨詩守斗（2021年9月6日－11月1日，NHK綜合）
- Come Come Everybody - 飾 旁白（2021年11月1日-2022年4月8日，NHK 晨間劇）
  - 第111話・第112話－飾 威廉（比利）勞倫斯（2022年4月7日・8日，NHK）

### 網路劇
- Angel Flight 空中送行者（2023年3月17日，Amazon Prime Video）－飾 柊秀介

### 電影
- 網球王子 —飾 手塚國光（2006年5月）
- 純愛新娘 —飾 茶縞夏美（2006年5月）
- 荒くれKNIGHT —飾 善波七五十（2007年4月）
- ワルボロ —飾 小佐野（2007年9月）
- 東京大惡鬥 —飾 Aki（2007年10月）
- 瀕死之綠 —飾 羽田光則（2008年8月）
- ROOKIES－畢業－ —飾 新莊慶（2009年5月）
- 愛妻家 —飾 西田健人（2010年1月）
- 交涉人 THE MOVIE —飾 真里谷恭介（2010年2月）
- 荒川爆笑團 —飾 修女（2012年2月）
- 劇場版 SPEC〜結〜 —飾 地居聖（2013年11月）
- 黑執事 —飾 查爾斯·貝內特·佐藤（2014年1月）
- 明鳥 —飾 蒼（2015年5月）
- 亞人 —飾 田中功次（2017年9月）
- 羊與鋼之森—飾 上条真人（2018年6月）
- 王牌辯士—飾 Arman（2019年12月）
- 靠北少女—飾 野畑製薬の警備員（2020年3月）
- 新解釋·三國志—飾 呂布（2020年12月）
- 信用詐欺師JP-英雄篇- —飾 Gerard・Gonzalez（2022年1月14日）
- Violence Action—飾 Michitaka君（2022年8月）

## 歌手活動

### Single
- U（U名義、2011年5月4日、avex）
- 刹那 ～a sandglass of fate～（U名義、2011年9月7日、avex）
- Worth Fighting For feat. HOWIE D（2012年2月22日、avex）

### Album
- UNO（2012年3月7日、avex）
- a singer (2018年10月24日、日本索尼音樂娛樂）

### 演唱會
- U 1st Live（U名義、2011年12月、東京／大阪）
- 城田優 Love & Peace 1st Tour 2012（2012年3月、東京／名古屋／大阪）
- YU SHIROTA LIVE 2012「Segundo」（2012年12月、東京／大阪）
- Yu & Musical Lovers 2013（2013年12月、東京）

### 與其他歌手合作
- HOWIE D「If I Say feat. U」（U名義、收錄於HOWIE D個人專輯「Back to Me」日本版）

## 其他

### 電台
- Marvelous Radio Vibration （页面存档备份，存于）（2005年4月～2006年4月、文化放送）
- 城田優 All Night Nippon R（2008年10月25日、日本放送）
- 城田優 All Night Nippon （页面存档备份，存于）（2009年1月～2010年12月、毎週一、日本放送）
- Global Music with U（2012年7月1日～13日、InterFM）

### 配音
- IRIS日語版 —飾 陳思宇（2010年4月～9月、TBS）

### 電視節目
- はなまるマーケット（2004年3月～2005年3月、TBS）
- DD-BOYS（2006年4月～9月、朝日電視台）
- テッペンめざせ！BIG MOUTH！！—旁述（2009年1月～3月、TBS）
- Love旅～城田優inバルセロナ（2012年1月～3月、BeeTV）
- 美男料理＜イケメンCooking＞（2012年8月～、LaLa TV）

### 網路連續劇
- Hice Cool —飾 マコト（2005年4月～2005年7月、NETCINEMA.TV）
- 不適合少女的職業 —飾 達川良（2006年5月、GyaO）

### CM
- Sapporo飲料「GEROLSTEINER」（2009年5月～2010年3月）
- LOTTE「味わいカリンのど飴」カリンなる一族篇（2009年9月）
- LOTTE「CHARLOTTE」大人的巧克力篇（2009年11月）
- 雀巢「NESCAFE EXCELLA」（2011年3月～6月）

### MV
- MISIA「IN MY SOUL」
- 星村麻衣「STAY WITH YOU」
- RAG FAIR「君のために僕が盾になろう」

## 出版

### 寫真集
- 城田優 First Solo 寫真集（2007年9月28日、Wani Books）
- 城田優 寫真集「素顏。」（2009年6月26日、講談社）
- YU SHIROTA「DISCOVER NEW THINGS FROM THE PAST」（2012年12月）

### 雜誌
- Wink Up「城田優のHow are YOU?」（2007年2月～2009年2月、Wani Books）
- with「城田優のYouの目 優の目」（2009年3月～2011年12月、講談社）

### DVD
- MEN'S DVD SERIES「城田優 with U」（2005年11月16日、PCBX-50789）
- D-BOYS BOY FRIEND SERIES「城田優 YU channel」（2009年12月23日、PCBE-53236）

### CD
- 網球王子音樂劇 Best Actor Series 001 城田優 as 手塚國光（2005年12月19日、NECA-23001）
- 羅密歐與茱麗葉（城田ver.）現場錄音精選（2012年3月15日、株式会社宝塚クリエイティブアーツ、ZK-011）

## 獎項

### 2010年
- 平成22年度（第65回）文化廳藝術祭獎 演劇部門 新人獎（以音樂劇Elisabeth中Der Tod的演出獲獎）

## 附注
1. ↑  .   [2024-08-22].
2. 1 2 3  Love&Peace Tour 2012 場刊

## 外部連結
- （日語）城田優 Official Web (渡邊娛樂)
- （日語）城田優 Official Website (avex)
- （日語）城田優的X（前Twitter）
- （日語）城田優的Facebook專頁
- （日語）城田優的Instagram帳戶